# Signora Volpe
Signora Volpe ist eine britische Fernsehfilmreihe, die von Acorn TV ab 2022 in zwei Staffeln produziert wurde.

## Handlung
Sylvia Fox arbeitet für den britischen MI6. Als Expertin für den Nahen Osten hat sie dort ein erfolgreiches Netzwerk an Agenten aufgebaut. Das britische Außenministerium möchte bessere Beziehungen zu einem Emirat aufbauen und als Zeichen des guten Willens Geheimdienstinformationen mit dem neuen Regime austauschen. Fox will dem nicht zustimmen, da sie die Sicherheit ihrer Agenten vor Ort gefährdet sieht. Ihre Vorgesetzte beendet jedoch Sylvias Engagement in der Region, verweigert ihr die Auflösung des Netzwerks vor Ort und versetzt sie in den Innendienst. Auch Sylvias Exmann, der im MI6 ebenfalls in gehobener Position arbeitet, verweigert ihr die Kommunikation mit den Agenten vor Ort. Sylvia setzt sich über diese Weisung hinweg und schafft es über Umwege, ihre Agenten rechtzeitig zu warnen. Den Streit mit den Vorgesetzten nimmt sie zum Anlass, um Urlaub zu nehmen und doch an der Hochzeit ihrer Nichte Alice in Panicale in Italien teilzunehmen. Diese wird jedoch am Tag der Hochzeit von ihrem Bräutigam Tommaso versetzt. Sylvia macht sich auf die Suche nach Tommaso und findet bei dessen Haus die Leiche einer jungen Frau. Bei weiteren Ermittlungen hinter dem Rücken ihrer Familie stößt Sylvia auf eine mafiöse Vereinigung, die in der Region den Rauschgifthandel beherrscht. Es gelingt ihr, die Bande dingfest zu machen und ihre Nichte vor weiteren Unannehmlichkeiten zu bewahren. Sylvia findet Gefallen am Leben in Italien und außerhalb des MI6. Sie verlängert ihren „Urlaub“ auf unbestimmte Zeit und kauft ein baufälliges Häuschen außerhalb von Panicale.
Sylvias Expertise als Ermittlerin ist jedoch weiterhin gefragt. So bemüht sie sich um die Klärung der Identität einer unbekannten Frau, deren Skelett bei Ausgrabungen gefunden wurde und löst zeitgleich einen 25 Jahre zurückliegenden Vermisstenfall. Außerdem macht sie sich auf die Suche nach einem verschwundenen Trüffelschwein und untersucht einen Mordfall zwischen zwei Studenten.

## Episoden
| Nummer | Titel            | Originaltitel        | Erstausstrahlung | Deutsche Erstausstrahlung |
| ------ | ---------------- | -------------------- | ---------------- | ------------------------- |
| 1      | Neuanfang        | An Anxious Aunt      | 2. Mai 2022      | 27. April 2024            |
| 2      | Verkannte Helden | Secrets & Sacrifices | 9. Mai 2022      | 4. Mai 2024               |
| 3      | Trug & Trüffel   | Truffles & Treachery | 16. Mai 2022     | 11. Mai 2024              |
| 4      | Ehrenschuld      | A Debt of Honour     | 29. Juli 2024    | 20. April 2025            |
| 5      | Verstrickung     | A Deadly Net         | 5. August 2024   | 27. April 2025            |
| 6      | Familiensache    | Death of a Ghost     | 12. August 2024  | 4. Mai 2025               |

## Besetzung

### Hauptdarsteller
| Schauspieler      | Rolle                  | Bemerkungen                                  |
| ----------------- | ---------------------- | -------------------------------------------- |
| Emilia Fox        | Sylvia Fox             |                                              |
| Tara Fitzgerald   | Isabella Vitale        | Sylvias ältere Schwester, Ehefrau von Matteo |
| Matteo Carlomagno | Matteo Vitale          | Sylvias Schwager, Ehemann von Isabella       |
| Giovanni Cirfiera | Capitano Giovanni Riva | Polizeichef in Perugia                       |
| Imma Piro         | Antonella Vitale       | Mutter von Matteo Vitale                     |

### Nebendarsteller
| Schauspieler      | Rolle                   | Episoden | Bemerkungen                                         |
| ----------------- | ----------------------- | -------- | --------------------------------------------------- |
| Issy Knopfler     | Alice Shepherd          | 1, 3     | Sylvias Nichte, Tochter aus erster Ehe von Isabella |
| Jamie Bamber      | Adam Haines             | 1, 3     | Sylvias Ex-Mann, Mitarbeiter des MI6                |
| Giulio Corso      | Tommaso Rossi           | 1        | Verlobter von Alice                                 |
| Eleonora Albrecht | Laura Boscolo           | 1        | Mordopfer                                           |
| Cristina Moglia   | Carla Galli             | 1        | Reporterin                                          |
| Mehdi Meskar      | Brigadier Samir Hamdani | 1–3      | Polizist                                            |
| Luigi di Fiore    | Ercole Guerra           | 1, 3     | ehemaliger Geheimdienstmitarbeiter                  |
| Orlando Cinque    | Richelmo Gregori        | 1        | Kopf des Rauschgifthändlerrings                     |

## Hintergrund

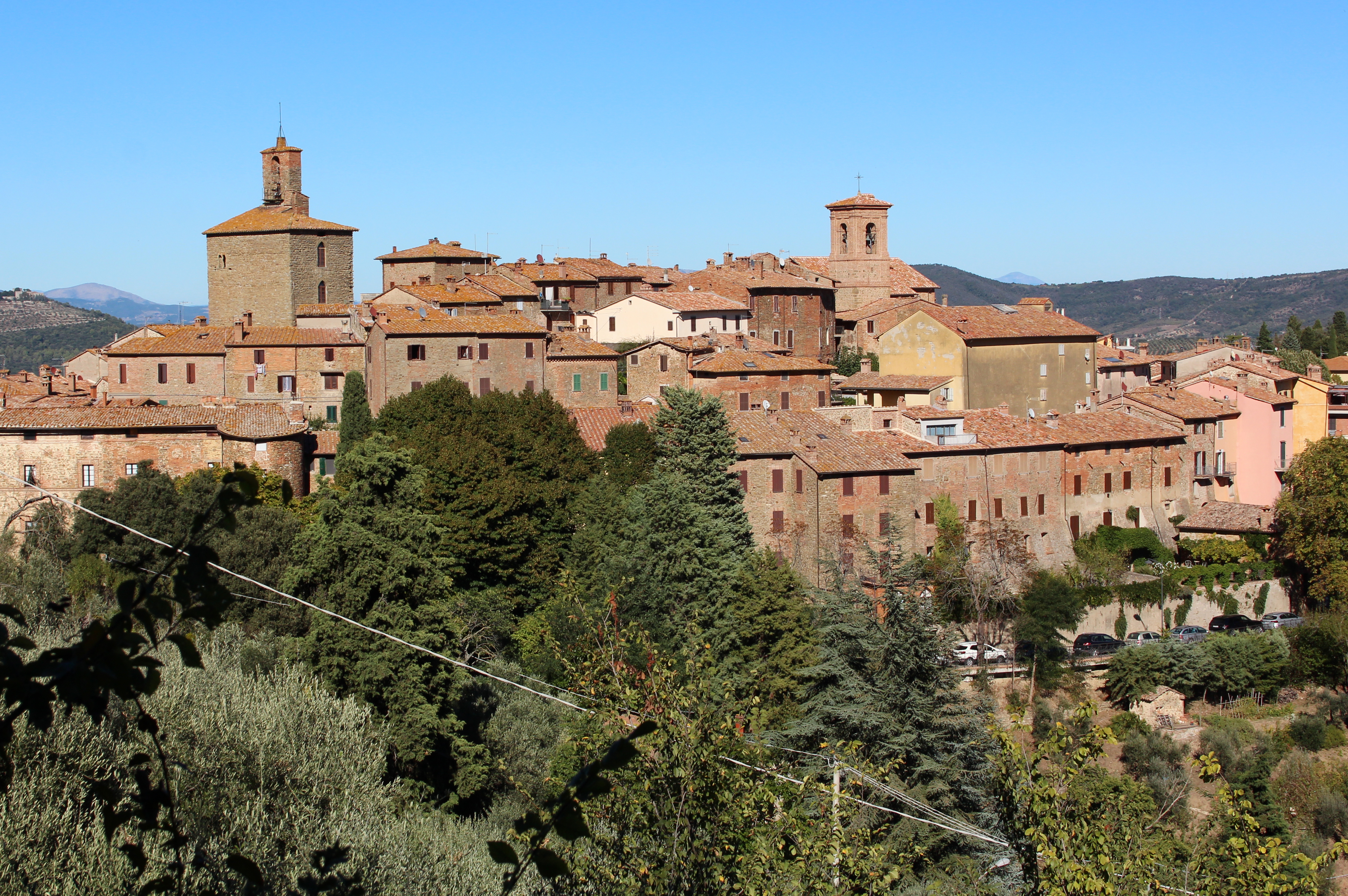
Panicale

Der Titel Signora Volpe ist eine Anspielung auf den Familiennamen der Hauptdarstellerin. Fuchs (engl. Fox) heißt auf Italienisch Volpe. Fox wird im ersten Film Neuanfang von Capitano Giovanni Riva in Anspielung auf ihren Familiennamen Signora Volpe genannt.
Zentraler Handlungsort ist die italienische Gemeinde Panicale in der Provinz Perugia in Umbrien. Viele Aufnahmen entstanden direkt im historischen Stadtkern, vor allem rund um die inzwischen geschlossene Cantina 5.0 auf der Piazza Umberto I. Weitere Aufnahmen entstanden in der näheren Umgebung, u. a. in Perugia, in Magione, am Trasimenischen See und in Civitavecchia. Teile der ersten Folge wurden in London gedreht.

## Veröffentlichung
Signora Volpe wurde vom Streamingdienst Acorn TV produziert und ab Mai 2022 veröffentlicht. Die deutsche Erstausstrahlung erfolgte im ZDF ab dem 27. April 2024. Die drei Filme der ersten Staffel wurden an drei aufeinander folgenden Samstagen jeweils gegen drei Uhr morgens ausgestrahlt und zusätzlich in der ZDFmediathek veröffentlicht. Die zweite Staffel wurde ab 20. April 2025 in Deutschland veröffentlicht.